# Miguel Cabalario
Miguel Cabalario (en griego: Μιχαήλ Καβαλλάριος) fue un aristócrata bizantino y líder militar. Alrededor de 1277 fue megaconostaulo (comandante de los mercenarios latinos). Junto con el megaestratopedarca Juan Sinadeno, dirigió un ejército bizantino contra Juan I Ducas de Tesalia, pero fue derrotado en la batalla de Farsalia y murió poco después de sus heridas.